# Leon (imię)
Leon – imię męskie pochodzenia grecko-łacińskiego. W starożytnej Grecji funkcjonowało jako zdrobnienie imion dwuczłonowych, zaczynających się lub kończących (jak Pantaleon) członem λεων (leon), który pochodzi albo od słowa oznaczającego po grecku „lud”, albo „lew”. Również od czasów starożytnych uważano to imię za oznaczające „lew”. Imię to pojawiło się także u Rzymian, bądź jako zapożyczenie z Grecji, bądź niezależnie.
W Polsce imię to było zanotowane po raz pierwszy około 1265 roku w łac. brzmieniu Leo i około 1443 roku w formie Leon. Poświadczono również formę Len (=Leon), która mogła także stanowić zdrobnienie od Lenarta.
U Słowian wschodnich odpowiednikiem tego imienia jest Lew, od którego notowano m.in. następujące zdrobnienia: Lewa, Lewk, Lewka, Lewko, Lewo, Lewik.
Na liście najpopularniejszych imion w Polsce zajmuje 163. miejsce.
Żeński odpowiednik: Leona.

## Leonimieninyobchodzi
- 26 stycznia, jako wspomnienie bł. Leona z Saint-Bertin
- 6 lutego, jako wspomnienie św. Leona Karasumaru, męczennika z Nagasaki
- 20 lutego, jako wspomnienie św. Leona Cudotwórcy
- 1 marca, jako wspomnienie św. Leona, wspominanego razem ze św. Abundancjuszem, Donatem i Niceforem
- 14 marca, jako wspomnienie św. Leona z Rzymu
- 11 kwietnia,
- 19 kwietnia, jako wspomnienie papieża Leona IX
- 22 kwietnia, jako wspomnienie św. Leona, biskupa Sens
- 25 maja, jako wspomnienie św. Leona, opata w Mantenay, nieopodal Troyes
- 12 czerwca, jako wspomnienie papieża Leona III, a także błbł. Leona Nowakowskiego i Leona Wetmańskiego
- 28 czerwca, jako wspomnienie św. Leona z Abruzji
- 30 czerwca, jako wspomnienie św. Leona, subdiakona
- 3 lipca, jako wspomnienie papieża Leona II
- 12 lipca, jako wspomnienie św. Leona, opata z La Cavy
- 17 lipca, jako wspomnienie papieża Leona IV
- 20 lipca, jako wspomnienie św. Leona Ignacego Mangina
- 10 września, jako wspomnienie bł. Leona z Satsumy, towarzysza bł. Ryszarda od św. Anny, wspominanego razem z Sebastianem Kimurą i innymi
- 10 października, jako wspomnienie św. Leona, wspominanego razem ze św. Danielem z Kalabrii i in. towarzyszami
- 10 listopada, jako wspomnienie papieża Leona Wielkiego

## Papieże i święci noszący imię Leon
- Leon I Wielki
- Leon II
- Leon III
- Leon IV
- Leon V
- Leon VI
- Leon VII
- Leon VIII
- Leon IX
- Leon X
- Leon XI
- Leon XII
- Leon XIII
- Leon XIV
- Leon Cudotwórca (VIII w.) – biskup Katanii
- Leon Mangin – francuski jezuita, męczennik
- Leon z Bajonny (IX w.) – francuski biskup, męczennik

## Cesarze bizantyjscy
- Leon I (cesarz) (457–474)
- Leon II (cesarz) (473–474)
- Leon III Izauryjczyk (675–741)
- Leon IV Chazar (775–780)
- Leon V Armeńczyk (813–820)
- Leon VI Filozof (866–912)

## Inne osoby noszące imię Leon
- Lionel z Antwerpii – syn króla Anglii, Edwarda III, i jego żony, Filipy de Hainault
- Lew Halicki – książę halicko-włodzimierski w latach 1293–1301
- Leone Battista Alberti – włoski malarz, poeta, filozof, kartograf, muzyk i architekt
- Lew Oborin – pianista.
- Lionel Aingimea – prezydent Nauru od 27 sierpnia 2019
- Leo Allatius – greckokatolicki uczony i teolog
- Lew Allen – dyrektor Agencji Bezpieczeństwa Narodowego USA w latach 1971–1977
- Leo Amery – angielski arystokrata, polityk
- Leo Baeck – niemiecki rabin, naukowiec
- Leo Hendrik Baekeland – belgijski przemysłowiec i wynalazca
- Lionel Barrymore – amerykański aktor
- Leon Barszczewski (1849–1910) – żołnierz, fotograf; badacz kultury Azji Środkowej; przyrodnik, glacjolog
- Leo Beenhakker – holenderski piłkarz i trener piłkarski
- Lew Berg – rosyjski biolog i geograf
- Leon Billewicz – generał brygady Wojska Polskiego
- Leon Borowski – polski inżynier, profesor Politechniki Warszawskiej
- Leo Brouwer – kubański kompozytor, gitarzysta, dyrygent
- Lew Leon Bukowiecki – polski krytyk filmowy, dziennikarz
- Leon Bukowiński (1900–1974) – polski Sprawiedliwy wśród Narodów Świata
- Leo von Caprivi – kanclerz Rzeszy
- Leon Chajn – działacz komunistyczny
- Leon Chwistek – polski malarz, poeta, filozof, matematyk, logik
- Leon Czołgosz – zabójca prezydenta Williama McKinleya
- Lew Aleksandrowicz Czugajew – chemik rosyjski, profesor chemii nieorganicznej
- Leo Daft – angielski profesor i budowniczy wczesnych miejskich kolei w USA
- Léo Delibes francuski kompozytor
- Lew Diomin – pułkownik lotnictwa, kosmonauta radziecki
- Leon Gambetta (1838–1882) – francuski polityk
- Leo Esaki – japoński fizyk, laureat nagrody Nobla
- Lion Feuchtwanger – pisarz niemiecki
- Leon Fokas – bizantyński wódz z okresu panowania dynastii macedońskiej
- Lew Gumilow – rosyjski historyk, geograf, etnolog i orientalista
- Łew Hankewycz – ukraiński działacz polityczny, adwokat
- Lew Holenderski – działacz syjonistyczny
- Leon Hufnagel (1893–1933) – polski astronom
- Lionel Jospin – francuski polityk socjalistyczny
- Lew Kamieniew – działacz ruchu bolszewickiego
- Leon Kieres – pierwszy prezes Instytutu Pamięci Narodowej
- Lionel Kieseritzky – dziewiętnastowieczny szachista
- Leon Kiszka (?–1728) – unicki metropolita Kijowa
- Leo von Klenze – architekt bawarski
- Lew Kopielew – pisarz rosyjski, literaturoznawca i historyk literatury
- Leon Kozłowski – polski archeolog i polityk
- Leon Kruczkowski (1900–1962) – polski pisarz i dramaturg
- Lew Landau – fizyk rosyjski
- Leon Max Lederman (1922) – amerykański fizyk
- Leo Lipski – polski pisarz emigracyjny
- Leo Löwenthal – niemiecki socjolog
- Lionel Messi – argentyński piłkarz
- Leon Madsen – duński żużlowiec
- Leon Miszewski – polski duchowny katolicki
- Leon Niemczyk (1923–2006) – polski aktor filmowy i teatralny
- Leon Pasternak – polski poeta, satyryk
- Leon Petrażycki (1867–1931), polski socjolog i filozof
- Lew Poługajewski – szachista i teoretyk radziecki
- Lionel Van Praag – żużlowiec australijski
- Lionel Richie – amerykański wokalista, kompozytor i aktor
- Lew Rudniew – radziecki architekt
- Lew Rywin – producent filmowy
- Lew Sapieha – hetman wielki litewski, kanclerz wielki litewski
- Leon Schiller (1887–1954) – polski reżyser teatralny
- Lev Skrbenský z Hříště – kardynał czeski, arcybiskup Pragi
- Leo Strauss – niemiecko-amerykański filozof
- Lionel Strongfort – jeden z pionierów kulturystyki, zapaśnik, gimnastyk
- Lew Szestow – filozof rosyjski
- Lew Szwarc – radziecki kompozytor muzyki filmowej
- Leon Tarasewicz – polski malarz
- Lew Termen – wynalazca rosyjski
- Lew Tołstoj – rosyjski pisarz
- Lew Trocki – rosyjski polityk
- Leon Wantuła (1928–2005) - polski pisarz
- Lew Worobjow – pułkownik lotnictwa, kosmonauta radziecki
- Leon Wyczółkowski (1852–1936) – polski malarz i grafik
- Lew Wygotski – psycholog i pedagog rosyjski
- Hans Leo Hassler – niemiecki kompozytor i organista
- James Leo Herlihy – amerykański powieściopisarz i dramaturg
- Hastings Lionel Ismay – brytyjski wojskowy, dyplomata i malarz
- Zdzisław Leon Stroiński – polski poeta
- Lancelot Lionel Ware – australijski prawnik

## Postacie fikcyjne
- Lionel Hutz – postać z serialu Simpsonowie
- Leo McGarry – fikcyjna postać z serialu Prezydencki poker Aarona Sorkina
- Leon – główny bohater filmu Leon zawodowiec grany przez Jeana Reno
- Lew Nikołajewicz Myszkin – główny bohater powieści Idiota Fiodora Dostojewskiego
- Leo Valdez – bohater powieści Olimpijscy Herosi Ricka Riordana
- Leon Verdas – bohater telenoweli Violetta grany przez Jorgego Blanco
- Leon – postać z gry komputerowej Brawl Stars
- Leon S. Kennedy – postać z gry komputerowej Resident Evil
- Leon Kuraś – bohater polskiego serialu wojennego Polskie drogi grany przez Kazimierza Kaczora